# 1740 na ciência

## Nascimentos
| Data           | Nome                       | Profissão                         | Nacionalidade                | Observações | Ref |
| -------------- | -------------------------- | --------------------------------- | ---------------------------- | ----------- | --- |
| 27 de junho    | John Latham                | ornitólogo                        | Reino da Grã-Bretanha        | m. 1837     |     |
| 22 de dezembro | Pedro Cristiano Abildgaard | médico, veterinário e naturalista | Reino da Dinamarca e Noruega | m. 1811     |     |

## Mortes
| Data | Nome | Profissão | Nacionalidade | Observações | Ref |
| ---- | ---- | --------- | ------------- | ----------- | --- |

## Prémios
- Medalha Copley - Alexander Stuart[1]